# Kerk van Pogum
De Kerk van Pogum (Pogumer Kirche) is een luthers kerkgebouw dat in het jaar 1776 werd gebouwd. Het kerkgebouw bevindt zich in Pogum, een plaats in het noordwesten van het Reiderland bij de monding van de Eems in de Dollard.

## Geschiedenis
In de middeleeuwen behoorde Pogum tot de proosdij Hatzum in het bisdom Münster en bezat een kleine kerk. De proost van Hatzum was in de 16e eeuw tevens pastoor in Ditzum en Pogum. In navolging van de patronaatsfamilie Van Rippersa uit Petkum sloot de kerkelijke gemeente zich bij de lutherse leer aan. De overwegend door de calvinisten gedomineerde gemeente slaagde er echter in 1667 in om het recht op een vrije predikantenkeuze door te zetten.
In het jaar 1776 werd op de fundamenten van de oude middeleeuwse kerk een nieuw kerkgebouw opgericht. De zuidelijke muur van deze barokke zaalkerk onderscheidt zich met pilasters en grote rondboogramen. Ook de oostelijke muur heeft rondboogramen, terwijl de overige muren geen ramen kennen.
De toren met een zadeldak en spitsbogige portalen stamt nog uit de laat-gotische tijd. Oorspronkelijk was het de enige toegang tot de kerk, die met een kerkhof wordt omgeven, dat vroeger omringd werd door een versterkte muur.

## Inventaris
Het interieur wordt afgesloten met een balkenplafond. Ongewoon voor de lutherse kerk is de houten avondmaalstafel, die in het oostelijke deel van de kerk op de plaats van een stenen altaar staat. De uit 1681 stammende kansel is met gedraaide zuilen en reliëfs van de evangelisten versierd en werd van de voorgangerkerk overgenomen. Tot de vasa sacra behoort een beker uit het jaar 1634 (of 1634), waarvan het merkteken AB mogelijk duidt op de uit Aurich afkomstige meester Albert Borcher. De messing kroonluchter werd in het jaar 1769 opgehangen. De oudste voorwerpen van de kerk zijn twee trapeziumvormige grafzerken van rode zandsteen uit de 12e eeuw.
Het oostelijke deel van de kerk wordt door een houten doksaalachtige orgelgalerij afgesloten, Daarboven bevindt zich het orgel. Naast de houten pilaren van de galerij bevinden zich de Prieche, waar de hogere standen plaatsnamen.

## Orgel
Het kleine eenmanualige pijporgel met zes registers en aangehangen pedaal werd in de jaren 1758-1759 door Johann Adam Berner uit Jever gebouwd. Drie registers en de fraaie kas zijn nog steeds aanwezig. De overige drie registers gingen in het begin van de 20e eeuw verloren toen het orgel aan de nieuwe mode werd aangepast. Tijdens de Eerste Wereldoorlog in 1917 ontsnapten de orgelpijpen aan vordering ten behoeve van bewapeningsdoeleinden, maar wel moesten de bekers van het trompetregister worden afgestaan. Grote reparaties volgden in 1929 door P. Furtwängler & Hammer en in de jaren 1946-1947 door Karl Puchar. De staat van het orgel verslechterde echter, zodat Alfred Führer in 1960-1961 het instrument saneerde. Hij herstelde enkele registers (mixtuur en trompet), al week hij van de oorspronkelijke bouwwijze af. Tevens werd het nog oorspronkelijke octaaf 2′ vervangen. In 1999 herstelde de orgelbouwer Martin ter Haseborg uit Uplengen de oorspronkelijke staat. Hij reconstrueerde de verloren gegane registers en de tractuur en voegde nieuwe balgen toe.
De dispositie van 1999 komt overeen met die van 1759:
| Manuaal C–f3 |    |   |
| Principaal   | 4′ | B |
| Gedekt       | 8′ | B |
| Fluit        | 4′ | B |
| Oktaaf       | 2′ | H |
| Mixtuur IV   |    | H |
| Trompet B/D  | 8′ | H |

B = Johann Adam Berner (1759)
H = Reconstructie Martin ter Hasenborg (1999)
- Tractuur:
  - Toontractuur: mechanisch
  - Registertractuur: mechanisch
- Windverzorging:
  - Twee keilbalgen
  - Winddruk: 64 mmWS
- Stemming:
  - 1/2 Toon boven a1= 440 Hz
  - Welgetempereerde stemming